# آنوریسم مغزی
آنوریسم مغزی (به انگلیسی: Cerebral aneurysm) یک بیرون زدگی به صورت حباب در جدار شریان‌های مغزی است در حقیقت آنوریسم عروق مغزی ناشی از یک ضعف در جدار شریان‌های مغزی است که به تدریج به علت بالا بودن فشار در داخل عروق سبب برجستگی و ایجاد حباب می‌شود و چون جدار آن‌ها ضعیف تر از جدار طبیعی شریان‌ها است، ممکن است پاره شود و سبب خونریزی مغزی شود خونریزی می‌تواند در فضای ساب آراکنویید اتفاق افتد که خون همراه با CSF (مایع مغزی نخاعی) است یا در داخل خود نسج مغز ایجاد شود که خونریزی داخل مغزی (اینتراسربرال هماتوما) گویند.

## علائم بیماری
علائم خونریزی ناشی از آنوریسم مغزی به صورت سردرد بسیار شدید و ناگهانی است و معمولاً بدون سابقه قبلی است و در بیمارانی که قبلاً سردردهای معمولی داشته‌اند این سردرد بسیار شدیدتر و متفاوت است.
علائم دیگر شامل تغییر سطح هوشیاری و حتی کما- اختلالات حرکتی در دست و پا، استفراغ و تشنج می‌باشد.

## عوارض پاره شدن آنوریسم چیست؟
وقتی که بیماری پس از ایجاد سردرد و پارگی آنوریسم به بیمارستان میرسد، در واقع لخته و یا بافتی از مغز در محل پارگی قرار گرفته و سبب توقف خونریزی البته به صورت موقتی شده است وگرنه تداوم این شدت خونریزی به مرگ مغزی منجر می شود. این موقتی بودن خونریزی به معنی لزوم انجام درمان برای آنوریسم پاره شده در اولین فرصت ممکن است چرا که هر لحظه امکان کنار رفتن لخته و تکرار خونریزی وجود دارد و خونریزی مجدد بسیار خطرناک تر از خونریزی اول خواهد بود؛ درست مانند یک "بمب ساعتی" که زمان انفجار آن را نمی‌دانیم و هر لحظه خطر این اتفاق وجود دارد.

## اقدامات تشخیصی
اولین اقدام تشخیصی انجام سی تی اسکن مغزی است در موارد مشکوک بررسی مایع مغزی نخاعی (CSF) نیاز است و وقتی به ضایعه عروق مغزی شک کردیم اقدامات بعدی مثل سی تی اسکن، آنژیوگرافی ضروری است.

## درمان
امروزه روش درمان در آنوریسم‌های مغزی به دو نوع تقسیم می‌شود.

### روش اندوواسکولار (اینترونشن)
که در این روش از طریق عروق مغزی بدون عمل جراحی باز و بدون بازکردن جمجمه با استفاده از کاتتر و مواد مخصوص وارد شریان شده و آنوریسم را پیدا کرده و با تزریق مواد خاص یا بالون این ضایعه عروق را مسدود می‌کنند.

### روش عمل جراحی باز
در این روش با عمل جراحی ضایعه عروق را پیدا کرده و با استفاده از کلیپس‌های مخصوص آنوریسم را می‌بندند.
هر دو روش دارای فواید و عوارض‌های می‌باشد؛ لذا انتخاب هر روش بهتر است با نظر پزشک معالج باشد.

### درمان آنوریسم‌های که به‌طور اتفاقی کشف می‌شوند
در صورتی که اندازه آنوریسم بیش از ۳ میلی‌متر باشد این آنوریسم باید درمان شود و بسته شود.
در صورتی که اولین آنژیوگرافی در بیمار منفی بود بعد از آن باید سی تی آنژیوگرافی شود و اگر منفی بود دو هفته بعد آنژیوگرافی تکرار شود.

## زمان جراحی
عمل جراحی باید در اولین فرصت انجام شود. اما فقط در مواردی که حال عمومی بیمار خوب نباشد و بیمار در حالت نزدیک به کما یا کما است عمل جراحی تا به هوش آمدن بیمار باید به تعویق افتد.